# Massacre du garage Lietukis
Le massacre du garage Lietukis fait référence au massacre de 68 Juifs de Lituanie perpétré en public le 27 juin 1941 par des nationalistes lituaniens dans le garage Lietukis, à l'est de Kaunas.

## Contexte

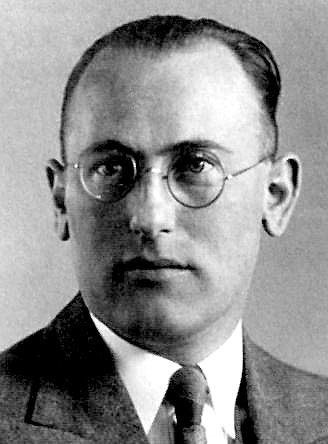
Franz Walter Stahlecker, chef de l'Einsatzgruppe A.

Le 22 juin 1941, l'Allemagne nazie lance l'opération Barbarossa contre son ancien allié, l'Union soviétique. Dans le sillage des armées allemandes, les escadrons de la mort des Einsatzgruppen (groupes d'intervention) sont chargés d'éliminer les Juifs, les Tsiganes, et les partisans, c'est-à-dire toutes les personnes hostiles au Troisième Reich ou pouvant présenter une menace à sa sécurité. Les Einsatzgruppen sont divisés en quatre groupes, dénommés de A à D. L'Einsatzgruppe A s'occupe des territoires baltiques. Son chef est le Brigadeführer SS Franz Walter Stahlecker qui dès le 25 juin 1941, exhorte la population locale à Kaunas à assassiner les Juifs. Stahlecker donne instruction à (en) Algirdas Klimaitis, chef d'une force paramilitaire lituanienne de commencer le pogrom. Les massacres vont se dérouler sous le contrôle du SS-Standartenführer Karl Jäger, chef du Einsatzkommando 3.
Dans son rapport Stahlecker écrit :
« Actions contre la Juiverie : depuis le début, il fallait s’attendre à ce que le problème juif ne puisse être résolu que par des pogroms. […] Des détachements spéciaux, renforcés par des unités lituaniennes sélectionnées, […] procédèrent à des exécutions extensives, autant dans les villes que dans les régions rurales. […] Lors du recrutement des détachements lituaniens ou lettons pour les pelotons d’exécution, les hommes furent choisis parmi ceux dont les familles avaient été liquidées ou déportées par les Russes. […] Il fallait créer l’impression que la population locale, elle-même, avait fait le premier pas, une sorte de réaction naturelle aux décennies d’oppression par les Juifs et à la terreur plus récente exercée par les communistes. »

## Le massacre

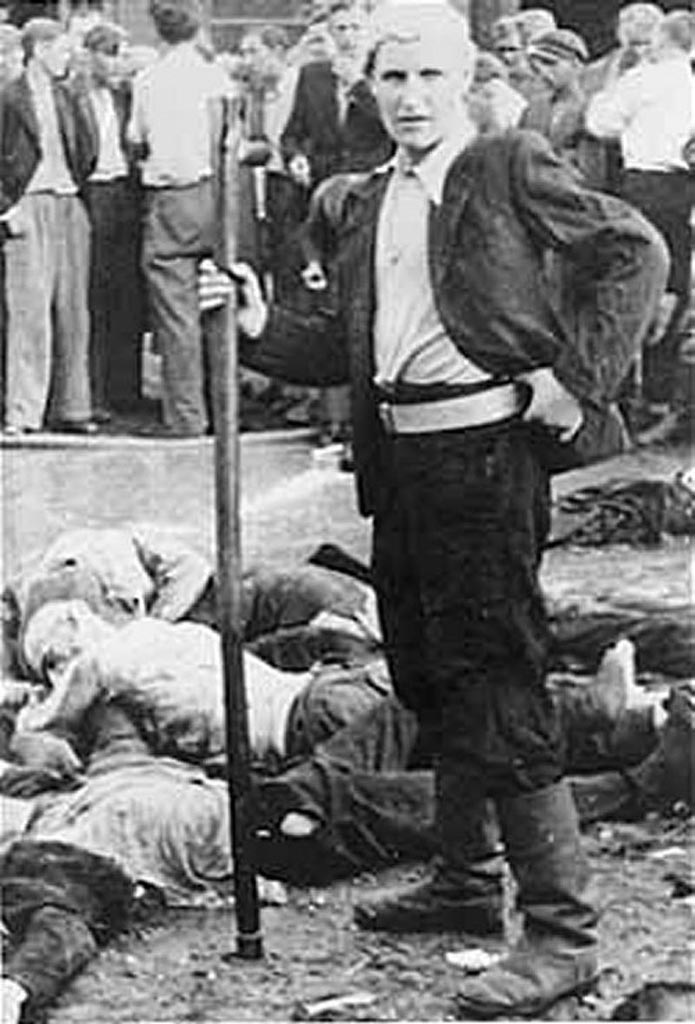
Le jeune homme blond, que l'on dénommera le « Pourvoyeur de mort », muni de son arme.

Klimaitis, qui avait été formé par le Sicherheitsdienst (service de sécurité) à Tilsit, et des membres du Lietuvos Aktyvistų Frontas (L.A.F. - Front activiste lituanien), mouvement antisémite, réunissent le 27 juin (certains auteurs donnent la date du 25 juin 1941) un groupe de 68 civils juifs, au garage Lietukis, avenue Vytauto à Kaunas. Le massacre va se dérouler en plein jour et devant un public composé d'hommes, de femmes et d'enfants qu'on hisse sur les épaules pour qu'ils profitent du spectacle. 
Les victimes sont d'abord rouées de coups de pied. On oblige des Juifs à mettre dans leur bouche l'embout du tuyau servant à nettoyer les voitures puis on envoie le jet d'eau à grande puissance. Voyant que leurs coreligionnaires agonisent après un tel traitement, certains Juifs refusent de se saisir du tuyau, alors les meurtriers les frappent jusqu'à ce qu'ils succombent avec de longues barres de fer. Le sang qui coule des crânes éclatés est nettoyé à grande eau et si un Juif se réveille de son évanouissement, il est massacré. La foule présente rit, applaudit et encourage les assassins, et quand toutes les victimes sont mortes, les meurtriers et la foule entonne l'hymne national lituanien au son d'un accordéoniste juché sur l'amas de cadavres.
Après leur mort, on fouille les cadavres à la recherche d'or et faute d'en trouver, on les dépouille de leurs chaussures.
Parmi les victimes présentées comme des « agents soviétiques », se trouvent : le vieux plombier Itzhak Kurlianshik, le vendeur de glaces Berel Komas, le vendeur de fournitures scolaires Haïm Zuckerman, l'ouvrier de la savonnerie Itzhak Green, le musicien Shlomo Goldstein, les étudiants Pesach et Moshe Goldberg, le père de l'avocat Aleksander Shtrom, Nona Arnov et ses trois fils... A l'approche de la mort, les vieux prononçaient des prières en hébreu.
Des témoins prennent des photos, ce qui va permettre d'identifier certains des coupables dont un jeune homme blond, surnommé le pourvoyeur de mort de Kaunas, tenant une barre dans la main, et dont la photo entre autres servira de preuves du massacre et d'outil de propagande par les Soviétiques.
Le photographe militaire allemand Wilhelm Gunsilius assiste à la scène. Il témoignera, :
« Près de mon cantonnement, je remarquais une foule de gens dans l'avant-cour d'une station service, qui était entourée d'un mur sur trois côtés. Le passage vers la rue était totalement bloqué par un mur de personnes.

J'étais confronté à la scène suivante : dans le coin gauche de la cour, se trouvait un groupe d'hommes âgés entre trente et cinquante ans. Ils devaient être entre quarante et cinquante. Ils étaient parqués ensemble sous la garde de quelques civils. Les civils étaient armés de fusils et portaient des brassards, comme on peut le voir sur les photos que j'ai prises. Un jeune homme, ce devait être un Lituanien, avec les manches relevées, était armé d'un levier en fer. Il appelait un homme du groupe à la fois et le frappait d'un ou de plusieurs coups avec le levier à la base du crâne. En trois quarts d'heure, il avait battu à mort le groupe entier de quarante-cinq, cinquante victimes.[...]. Après, le jeune home déposa le levier, chercha un harmonica, s'installa sur la pile des corps et joua l'hymne national lituanien.[...]. Le comportement des civils présents (femmes et enfants) était incroyable. Après la mort de chaque homme, ils commençaient à applaudir.[...]. Dans la première rangée, se tenaient les femmes avec leurs petits enfants dans les bras, qui sont restées jusqu'à la fin de la scène… »

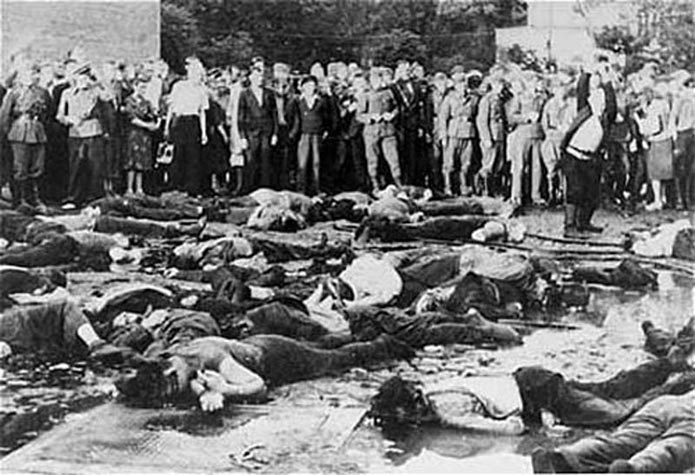
A droite, le « pourvoyeur de mort » s'apprête à frapper une victime au sol, tandis que civils et soldats allemands regardent les cadavres des Juifs jonchant la cour, après avoir applaudi à chaque meurtre.

Laimonas Noreika, célèbre acteur et témoin oculaire du massacre racontera, :
« À l'opposé du cimetière de Kaunas, au coin de la rue Greenwald et du boulevard Vytautas, il y avait un petit garage, qui servait pour les véhicules légers. Une foule importante se tenait devant la grille d'entrée de la cour du garage. [...] Ces évènements horribles sont gravés dans ma mémoire et le resteront jusqu'à la fin de mes jours. Au milieu de la cour, en plein jour et à la vue de toute la foule assemblée, un groupe de gens bien habillés et d'apparence intelligents tenaient des barres de fer qu'ils utilisaient pour battre vicieusement un autre groupe de gens intelligents et bien habillés. Il était clair que la cour servait aussi comme étable, car celle-ci était jonchée de crottes. Les assaillants criaient le mot norma (bouge-toi) de façon répétée alors qu'ils battaient les Juifs jusqu'à ce qu'ils tombent sur le sol remplis d'excréments. Ils continuaient à les battre jusqu'à ce qu'ils restent inertes. Puis à l'aide des tuyaux d'eau utilisés pour laver les voitures, ils les aspergeaient d'eau jusqu'à ce qu'ils reviennent à eux, et les frappes recommençaient encore et encore jusqu'à ce que la malheureuse victime soit étendue morte… »
Le colonel L. von Bischoffshausen arrive à Kaunas le 27 juin 1941 et assiste à la scène. Il témoignera, :
« Debout au milieu de la cour, se tenait un jeune homme au cheveu blond d'environ 25 ans. Il était appuyé sur une barre métallique de l'épaisseur d'un bras humain, et autour de lui gisaient entre quinze et vingt personnes mourantes ou déjà mortes. À quelques mètres, se trouvait un autre groupe d'individus qui étaient gardés par des hommes armés. Toutes les quelques minutes, il faisait un signe de la main et une autre personne s'avançait calmement et son crâne se brisait d'un coup de l'énorme barre métallique que le tueur tenait dans sa main. Chacun de ses coups amenaient des applaudissements de la foule emballée.

Plus tard au quartier général, je découvris que mes supérieurs étaient au courant du meurtre des Juifs. Ils étaient consternés, mais en même temps, il était clair que de tels actes constituaient une vengeance spontanée contre les traîtres et collaborateurs juifs pour leurs mauvais traitements des Lituaniens pendant la période soviétique. De tels actes horribles étaient donc une affaire interne que les Lituaniens devaient résoudre par eux-mêmes sans interférence extérieure. »
Selon Alex Faitelson, le pourvoyeur de mort de Kaunas réussit après la guerre à rejoindre l'Amérique où il publia un livre Les partisans dans lequel il décrit les actes d'héroïsme des combattants antisoviétiques dans les forêts baltes. Pourvus d'argent, de papiers falsifiés et d'un émetteur radio, il est parachuté dans la forêt lituanienne pour former un groupe de terroristes antisoviétiques, avec l'espoir que les Américains et les Anglais interviendront pour obtenir l'indépendance de la Lituanie. Il est tué lors d'une opération contre les Soviétiques.
De nos jours, le musée de l'Holocauste à Vilnius, ainsi que le Virginia Holocaust Museum de Richmond,retracent l'épisode sanglant du garage.

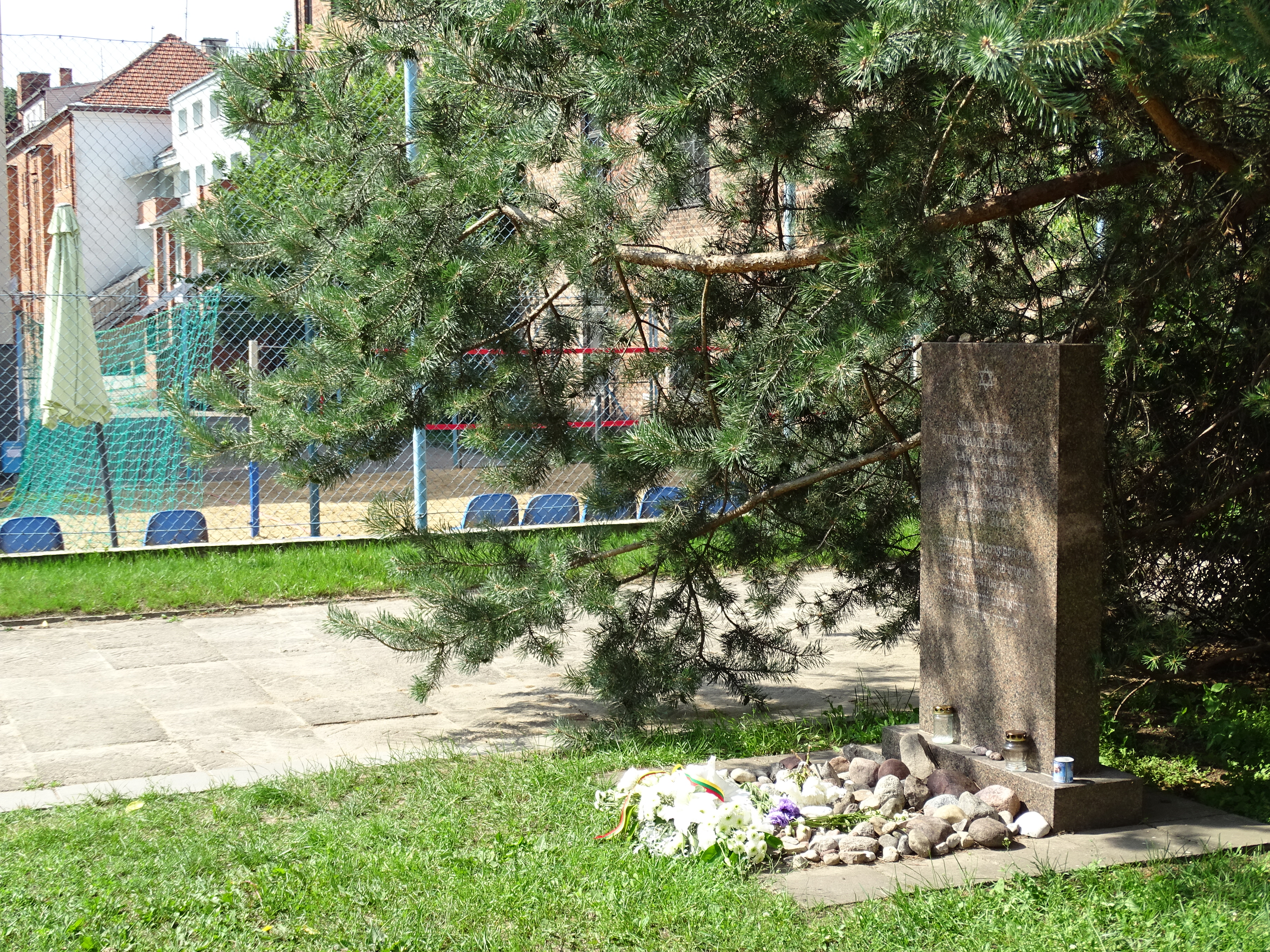
Mémorial sur le site du massacre.

## Négationnisme
Pour la communauté juive de Lituanie, le pogrom du garage Lietukis montre la profondeur de la haine à l'égard des Juifs, telle qu'elle était à l'époque et telle qu'elle la ressent encore de nos jours. Faisant face à des pressions internationales, le gouvernement lituanien, en 1996, sur demande du speaker du Seimas (parlement lituanien), Vytautas Landsbergis, demande au procureur de Kaunas de mettre en place une commission pour enquêter sur  le massacre. Pour la communauté juive, le choix des membres de la commission est « une insulte à la vérité » : 
« Aucun observateur indépendant, ni aucun Juif survivant n'est invité à participer aux enquêtes de la commission. Les seules personnes invitées à prendre part à la commission sont des prisonniers des associations de prisonniers politiques, dont la plupart ont été des assassins de Juifs, des historiens lituaniens spécialisés en falsification de faits historiques, des représentants du conseil municipal de Kaunas (connus pour leurs tirades au vitriol contre les Juifs, qui continuent jusqu'à ce jour) et des officiels de la police lituanienne. »
Encore actuellement[Quand ?], certains mouvements[Qui ?] de droite et d'extrême-droite lituaniens ainsi que des historiens lituanien comme Petras Stankeras, nient l'authenticité des faits, ou les relativisent. Pour certains[Qui ?], le nombre de morts n'a pas dépassé 10 personnes. Pour d'autres[Qui ?], les victimes n'étaient pas spécifiquement des Juifs mais des membres des services spéciaux soviétiques, parmi lesquels se trouvaient naturellement de nombreux Juifs. Enfin, d'autres, comme le député Arūnas Gumuliauskas, de l'Union des paysans et des verts de Lituanie et ancien membre du Seimas, maintiennent que les assassins étaient des soldats allemands et non des Lituaniens[réf. nécessaire].
Alexandras Bendinskas qui était membre du L.A.F. en 1941, indique dans l'article d'Eddy Marz que le nombre de morts n'a pas dépassé 10 et que les victimes étaient des personnes des services de sécurité soviétique tentant de fuir avant l'arrivée des troupes allemandes et fait prisonniers, et que les assassins étaient des prisonniers lituaniens libérés des geôles soviétiques qui se sont vengés :
«  Ce qui s’est passé au garage Lietukis ? Je déclare qu’à peine dix personnes y furent tuées, peut-être moins…

Le 23, en soirée, le personnel de sécurité (des détectives pour la plupart) décida de fuir à son tour. Ils coururent au garage Lietukis pour y trouver des voitures. C’est là qu’ils furent arrêtés et enfermés dans le garage même, car la prison n’était pas encore entre nos mains. »

Le 25 juin, quelques prisonniers politiques, libérés des geôles soviétiques, découvrirent les prisonniers enfermés dans le garage […] et en reconnurent quelques-uns. Alors commença quelque chose que personne n’aurait plus prévoir […] remplis de haine, ivres de vengeance, car certains d’entre eux avaient perdu leurs familles déportées en Sibérie, les ex prisonniers assassinèrent tous ceux enfermés dans le garage. Ils les frappèrent avec tout ce qui leur tombait sous la main.[…] Ce fut un spectacle atroce! […] Ni moi, ni d’autres que je connais, ne trouvent de justification pour cette bacchanale de mort. »
Le journal Defending History fait état d'une tentative de réhabilitation des anciens collaborateurs nazis par le parlement lituanien: 
« 12 novembre 2009: le parlement lituanien (Seimas) organise une réception en l'honneur de la parution de la traduction en anglais du livre de mémoire de Juozas Lukša-Daumantas, un héros d'après-guerre du mouvement de résistance des Frères de la forêt contre l'occupation soviétique. Il y a un débat animé parmi les historiens concernant Lukša, pour savoir si oui ou non, il est la personne sur la photographie infamante des bouchers du garage Lietukis. Mais il y a plein accord qu'il était un membre actif du LAF et qu'il n'a jamais exprimé un mot de regret concernant la principale réussite du LAF: l'annonce préméditée, le lancement et la participation brutale dans la véritable boucherie du judaïsme lituanien.

   
Le corps diplomatique a été invité à la réception du 12 novembre. Les ambassadeurs de France, d'Allemagne, d'Irlande, de Norvège et d'autres, nous ont informés qu'ils ne seront pas présents. L'ambassadeur britannique, au contraire, y assistera. Cette décision, prise sans malice, est cependant regrettable, d'après notre journal, car elle renforce le processus lent mais sûr du blanchiment des collaborateurs nazis dans l'Est de l'union européenne, en utilisant n'importe quel support moral ad-hoc de l'Ouest.  »
La rue J. Lukshos-Daumanto à Kaunas porte le nom de Juozas_Lukša-Daumantas (lt), héros de Lituanie, dont les témoins confirment la participation au massacre des Juifs.